# 부츠 랜돌프
부츠 랜돌프(영어: Boots Randolph, 1927년 6월 3일 ~ 2007년 7월 3일)는 1963년 색소폰 히트곡 〈Yakety Sax〉로 가장 잘 알려진 미국의 음악가였다(베니 힐의 대표곡이 되었다). 랜돌프는 자신의 프로 경력의 대부분을 위하여 "내슈빌 사운드"의 주요 부분이었다.

## 생애
랜돌프는 미국 켄터키주 퍼듀카에서 태어나 인디애나주 에번즈빌에서 고등학교를 다녔다.
어렸을 때, 그는 그의 가족의 밴드와 함께 음악을 연주하는 것을 배웠다. 그는 아버지와 이름이 같았기 때문에 혼란을 피하기 위해 "부츠"라는 별명이 어디서 왜 얻었는지 확신하지 못했다. 그는 우쿨렐레와 트롬본을 연주하기 시작했지만, 그의 아버지가 뜻밖에 테너 색소폰을 집에 가져왔을 때 테너 색소폰으로 바꾸었다.
제2차 세계 대전이 끝난 후, 부츠 랜돌프는 미국 육군 군악대에서 색소폰, 트롬본, 비브라폰을 연주했다. 군 복무 후, 그는 1948년부터 1954년까지 일리노이주 디케이터에서 딩크 웰치의 코피 캣츠와 함께 뛰었다. 그는 자신의 그룹을 시작하기 위해 디케이터로 돌아가기 전에 켄터키주 루이빌에 잠시 머물렀다. 그는 1957년에 디케이터를 떠났다.
40년 이상의 경력 동안 랜돌프는 팝, 록, 재즈, 컨트리 음악에서 많은 아티스트들과 함께 수백 개의 장소에서 공연했다. 그는 엘비스 프레슬리와 함께 많은 녹음 세션에서 연주했고, 또한 프레슬리의 많은 영화들을 위한 사운드트랙에서 공연했는데, 그 중 한 곡은 〈Return to Sender〉였다.

## 사망
2007년 7월 3일 랜돌프는 뇌출혈을 겪은 후 테네시주 내슈빌에 있는 스카이라인 메디컬 센터에서 사망했다. 그는 불과 한 달 전에 그의 80번째 생일을 축하했다. 그에게는 아들, 딸, 그리고 4명의 손자가 있었다.
그의 마지막 솔로 스튜디오 음반인 《A Whole New Ballgame》은 2007년 6월 12일에 발매되었다.

## 같이 보기
- 내슈빌 A-팀